# Louis Carrogis Carmontelle

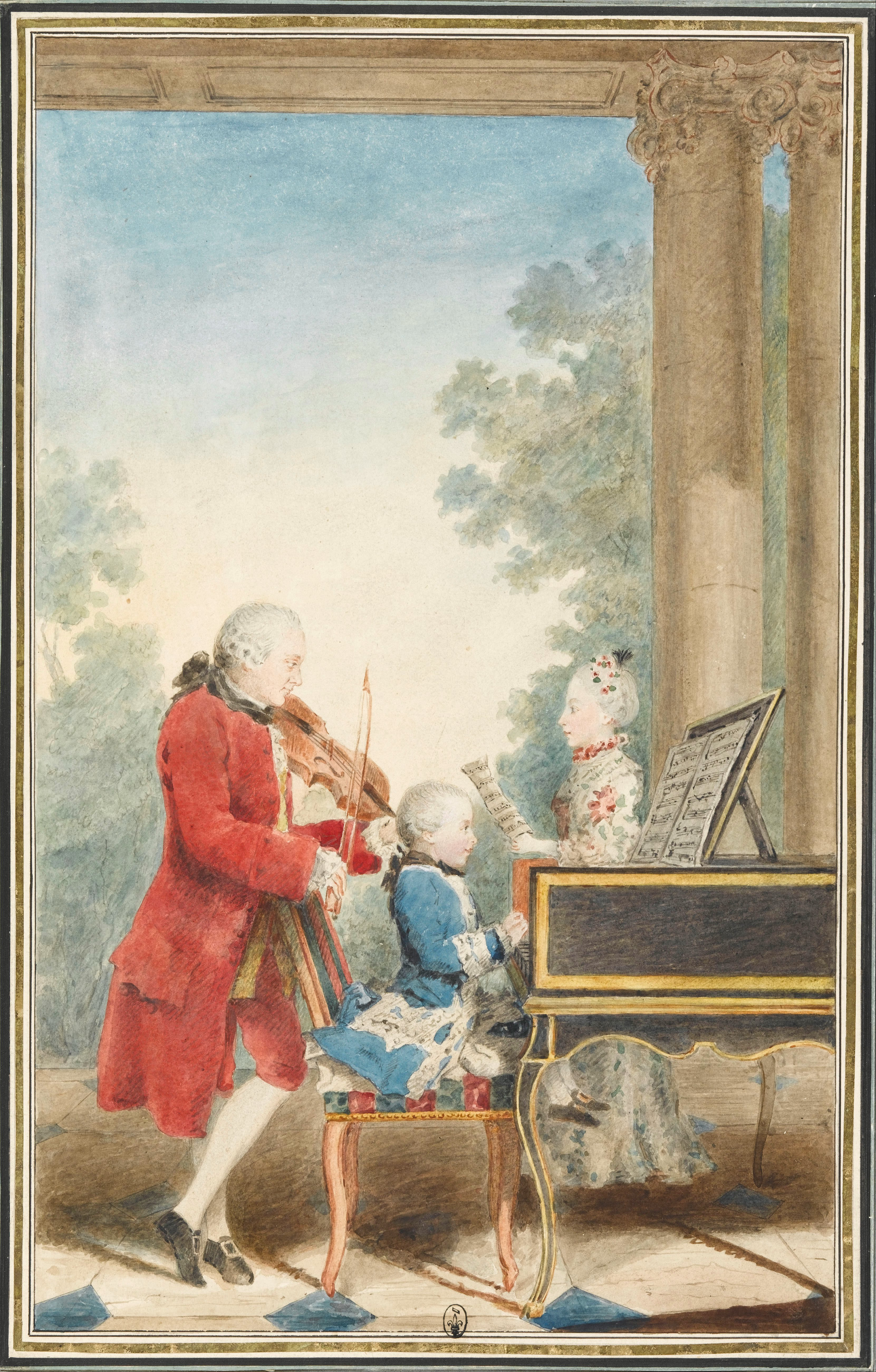
Akwarela z (1763) Leopold Mozart, Wolfgang Amadeusz i Maria Anna

Louis Carrogis Carmontelle (ur. 15 sierpnia 1717 w Paryżu, zm. 26 grudnia 1806 tamże) – francuski dramaturg, malarz i architekt krajobrazu.

## Życiorys
Carmontelle był synem szewca. Studiował rysunek i geometrię. Po 1763 wchodzi do służby Ludwika Filipa, gdzie organizuje przedstawienia teatralne na podstawie własnych sztuk, tworzy do nich dekoracje i stroje. Słynął także z tworzenia portretów w technice akwareli, jednym z bardziej znanych jest portret kilkuletniego Mozarta wraz z ojcem i Marią Anną. W latach 1773/78 uczestniczył w projektowaniu Parku Monceau.

## Dzieła
- Proverbes dramatiques (1768)
- Amusements de société (1769)
- Le triomphe de l'amour sur les mœurs de ce siècle (1773)
- Théâtre de campagne (1775)
- Le duc d'Arnay (1776)
- L'abbé de plâtre (1779)
- Le coup de patte (1779)
- Jardins de Monceau (1779)
- Le triumvirat des arts (1783)

## Galeria

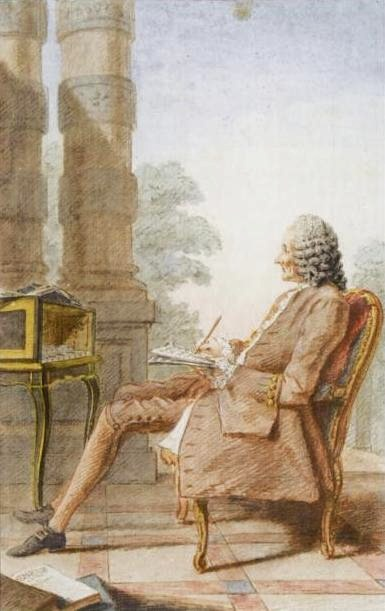
Monsieur Rameau (1760)
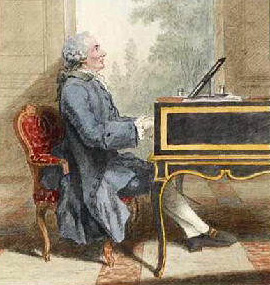
Egidio Romualdo Duni (1760)
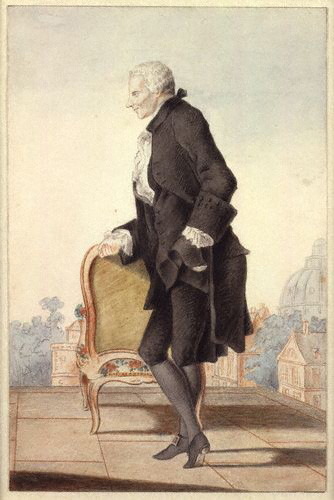
Laurence Sterne (ok 1762)
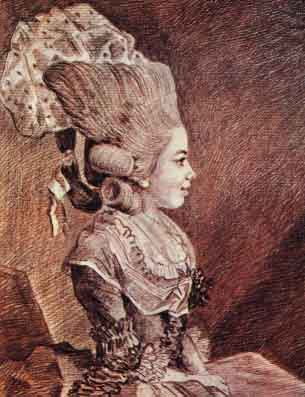
Germaine Necker (1780)
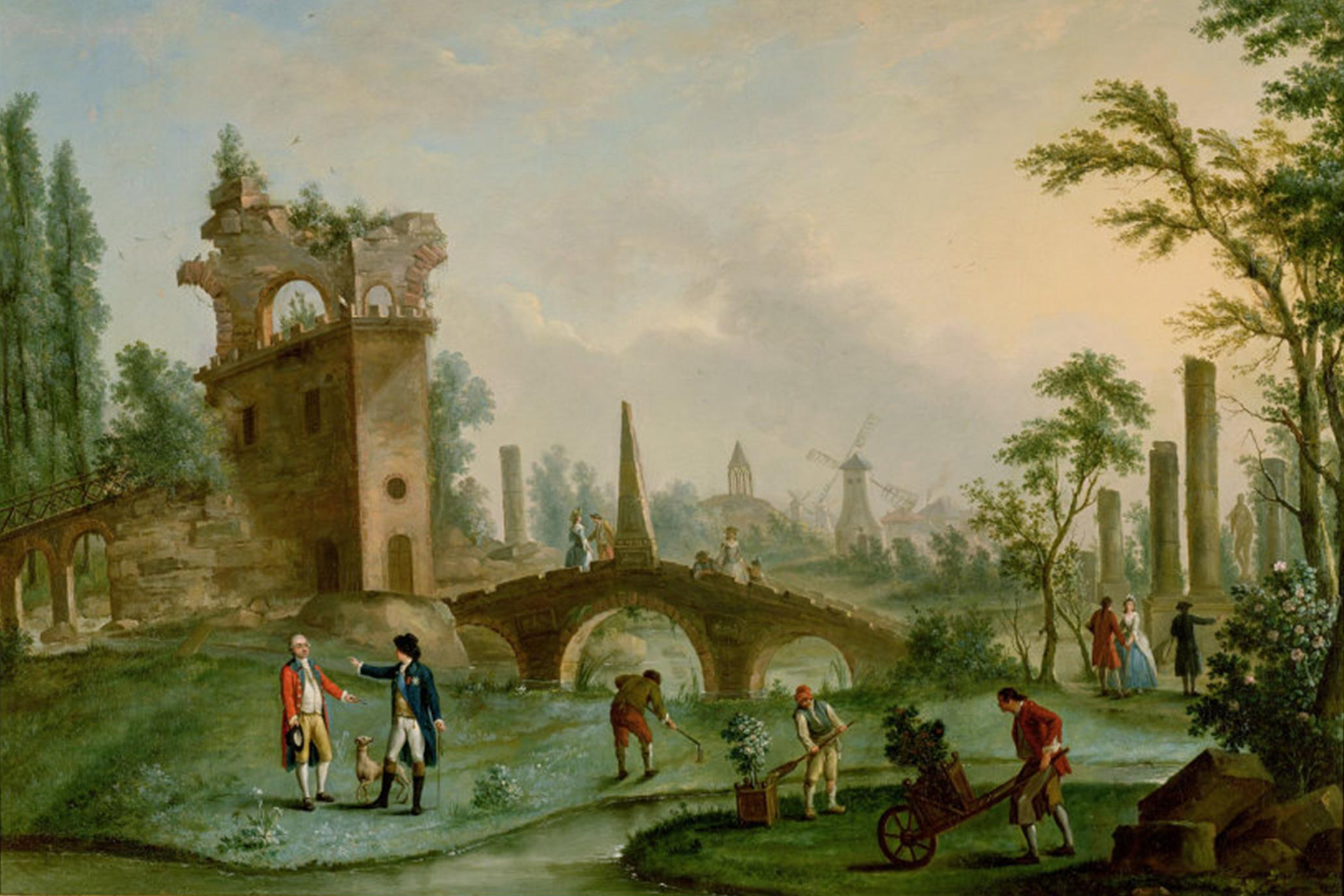
Carmontelle przekazuje klucze Ludwikowi Filipowi do Parku Monceau (1790)